# NGC 3177
NGC 3177 (również PGC 30010 lub UGC 5544) – galaktyka spiralna (Sbc), znajdująca się w gwiazdozbiorze Lwa. Odkrył ją William Herschel 12 marca 1784 roku. Jest to galaktyka z aktywnym jądrem.
W galaktyce tej zaobserwowano supernową SN 1947A.